# Diego Giannantonio
Diego Giannantonio (Córdoba, 3 de enero de 1973) es un entrenador y ex–jugador argentino de rugby que se desempeñaba como apertura. Representó a los Pumas de 1996 a 2002.

## Entrenador
Sus mayores logros los consiguió como técnico. Comenzó como entrenador del Tala y luego estuvo al frente de los Pumitas y los extintos Dogos, con ambas selecciones obtuvo títulos.
Actualmente es entrenador de backs de los Ceibos Rugby, franquicia argentina de la Súper Liga Americana, como asistente de Carlos Fernández Lobbe.

## Selección nacional
El kiwi Alex Wyllie lo convocó a los Pumas por primera vez, para enfrentar a los Teros en la ciudad neozelandesa de Hamilton y le ganó el lugar a Santiago Mesón. Disputó la Copa Latina 1997 y jugó en la histórica victoria ante los Wallabies el mismo año.
No tuvo muchas oportunidades debido a jugadores como José Cilley, Gonzalo Quesada, Juan Fernández Miranda y Federico Todeschini.
Su última participación fue en los test matches de mitad de año de 2002 y enfrentó a Inglaterra. En total jugó diez partidos y marcó 38 puntos.

## Palmarés
- Campeón del Torneo Sudamericano de 1997.
- Campeón del Desafío Yves du Manoir de 2002.
- Campeón del Campeonato Argentino de 1995 y 1997.
- Campeón del Torneo de Córdoba de 1995, 1998 y 1999.